# Jacen Solo
Jacen Solo a kitalált Csillagok háborúja univerzumban Leia Organa Solo és Han Solo idősebb fia. Jaina Solo ikertestvére és Anakin Solo bátyja. Ő védi meg Luke Skywalker testét az évezredekkel korábban hatalomra törő és a Nagy Sith háborút kirobbantó Sith nagyúr, Exar Kun szörnyeitől és segít legyőzni annak Erő-szellemét. Később Lord Hetrir elrabolja ikertestvérével együtt. 
Az évek során harcol az Árnyakadémia ellen, fontos szerepet vállal a Yuzzhan Vong háborúban – melynek során az egyik legerősebb Jedi lovaggá válik és még Odinit is sikerül megölnie – és segít legyőzni a Sötét Fészket. Y. u. 40-ben gyermeke születik Tenel Ka-tól, kinek a neve Allana Solo lesz. A Galaktikus Szövetség–Corellia háború idején fokozatosan elcsábul a Sötét Oldalra Lumiya, a Sith Úrnő hatására, beteljesítve ezzel a Skywalker hagyaték körét. Sötétségében a Galaktikus Szövetség katonai vezetője, zsarnoka lesz, s megöli Mara Jade Skywalkert, nagybátyjának feleségét. Lumiya meghal a roqoói csatában Luke Skywalker keze által, aki az úrnőben sejti felesége gyilkosát. A háború végén, mely során a Galaktikus Polgárháborúban vállvetve harcoló hősök egymás ellen kényszerülnek küzdeni, Dart Caedus Sith Sötét Nagyúrként teljesíti ki hatalmát. Az Új Jedi Rend többszöri próbálkozás után sem képes legyőzni Anakin Skywalker unokáját. Végül ikertestvére, Jaina Solo az, aki megküzd vele, és megöli őt.
Annak ellenére, hogy Jacen nem szerepelt, és említésre sem került a kilenc Csillagok háborúja filmben, a legendákban számtalan könyvben játszik fontos szerepet.